# Municipio de Bandy's
El municipio de Bandy's (en inglés: Bandy's Township) es un municipio ubicado en el  condado de Catawba en el estado estadounidense de Carolina del Norte. En el año 2010 tenía una población de 4.864 habitantes.

## Geografía
El municipio de Bandy's se encuentra ubicado en las coordenadas 35°36′37.81″N 81°26′37.48″O / 35.6105028, -81.4437444.